# Maurice Bowra
Sir Cecil Maurice Bowra (Jiujiang, 8 aprile 1898 – Oxford, 4 luglio 1971) è stato un critico letterario e filologo inglese.

## Biografia

### Vita
Bowra nacque a Jiujiang, in Cina, da genitori inglesi. Suo padre, Cecil Arthur Verner Bowra (1869–1947), che lavorava per la dogana marittima imperiale cinese, era nato a Ningbo, e suo nonno paterno, Edward Charles Bowra, aveva lavorato anche lui per la dogana cinese. Poco dopo la nascita di Bowra, suo padre fu trasferito nel porto convenzionato di Yingkou, e la famiglia visse lì per i primi cinque anni di vita di Bowra, tranne durante la Ribellione dei Boxer, nell'estate del 1900, quando Bowra fu evacuato in Giappone insieme a sua madre, suo fratello maggiore, Edward, e altre donne e bambini europei.
Bowra dopo un soggiorno biennale in Inghilterra, tornò in Cina, dove studiò sia privatamente sia negli istituti pubblici.
Nel 1909 Bowra assieme ai fratelli viaggiò in Europa, e negli anni precedenti alla prima guerra mondiale studiò in Inghilterra, e tornò in Cina per incontrare suo padre.
Durante la prima guerra mondiale Bowra fu chiamato alla Royal Army Cadet School nel marzo del 1917 e partecipò attivamente al conflitto.
Nel primo dopoguerra Bowra incominciò la sua carriera dapprima come studente ad Oxford e successivamente come docente; Bowra divenne dottore in lettere all'Università di Oxford nel 1937.
Durante la seconda guerra mondiale, Bowra prestò servizio nella Guardia domestica di Oxford e non gli fu offerta alcuna attività di guerra.
Bowra fu presidente della British Academy dal 1958 al 1962.
Nel 1963 esce a New York la ristampa di The Romantic Imagination che raccoglie le lezioni tenute a Cambridge tra il 1948 e il 1949, quando vi insegnava quale lettore di Charles Eliot Norton Professor of Poetry. In una recensione di inizio anni Sessanta, si conclude che «noi possiamo non accettare le proposte e le asserzioni  dei romantici, ma dobbiamo ammirare lo spirito in cui essi affrontano il proprio compito, e ammettere che i problemi che essi cercano di risolvere non possono essere elusi da chi desideri intendere l'universo in cui viviamo».

### Studi critici
Bowra incominciò il suo lavoro di studioso dedicandosi soprattutto alla letteratura greca: la usa opera più importante di questa fase risultò Tradizione e struttura nell'Iliade (Tradition and Design in the Iliad, 1930).
Successivamente si occupò, dimostrando un interesse verso ogni espressione letteraria, di tematiche più contemporanee, tra le quali emerse il suo Il retaggio del Simbolismo (The Heritage of Symbolism, 1943).
Nel 1946, dopo la pubblicazione del libro Da Virgilio a Milton, (From Virgil to Milton, 1945), ricevette la cattedra di poesia di Oxford.
In seguito realizzò lavori di ampio raggio, con l'intenzione di inserire i problemi estetici contemporanei all'interno di una tradizione trascendente un preciso periodo storico, quali L'esperimento creativo (The Creative Experiment, 1949) e La fantasia romantica (The Romantic Immagination, 1949).
Dopo di che cercò di rivalutare la poesia epica grazie allo studio intitolato La poesia epica (Heroic Poetry, 1952).
Gli studi e gli approfondimenti critici compiuti da Bowra si rivelarono di alto livello culturale e intellettuale.
Dopo una brillante carriera accademica presso l'Università di Oxford, divenne rettore del Wadham College.

## Opere
- Tradizione e struttura nell'Iliade (Tradition and Design in the Iliad, 1930);
- Il retaggio del Simbolismo (The Heritage of Symbolism, 1943);
- Da Virgilio a Milton, (From Virgil to Milton, 1945);
- L'esperimento creativo (The Creative Experiment, 1949);
- La fantasia romantica (The Romantic Imagination, 1949);
- La poesia epica (Heroic Poetry, 1952).